# Plecotus macrobullaris
Plecotus macrobullaris é uma espécie de morcego da família Vespertilionidae. Encontra-se na Europa, em particular nos Pirenéus de Andorra, Espanha e França, Alpes da França e Eslovênia, Alpes Dináricos e Grécia; incluindo as ilhas de Creta e Córsega; também ocorre da Anatólia ao Cáucaso e ao sul do Irã e Síria. Inicialmente foi descrito como uma subespécie de Plecotus auritus do norte da Ossétia, na Rússia. A população dos Alpes foi reconhecida como espécie distinta, em 2001 Kiefer e Veith descreveram-na como Plecotus alpinus e em 2002 Spitzenberger como Plecotus microdontus. Em 2003, Spitzenberger e colaboradores estabeleceram que os nomes recém descritos eram sinônimos de P. macrocullaris. É conhecido pelo vérnaculo artificial de morcego-orelhudo-alpino.